# Alexis Vastine
Alexis Vastine (født 17. november 1986 i Frankrig, død 9. marts 2015 i Argentina) var en fransk amatørbokser, som konkurrerede i vægtklasserne letweltervægt og weltervægt. Vastines største internationale resultater var en bronzemedalje fra Sommer-OL 2008 i Beijing i Kina, og en sølvmedalje fra EM i 2010 i Moskva i Rusland. Han repræsenterede Frankrig under Sommer-OL 2008, hvor han vandt en sølvmedalje efter at have tabt til Félix Díaz fra Den dominikanske republik.
Han døde den 9. marts 2015 ved et helikopterstyrt i forbindelse med optagelser til et realityshow.